# Ceredig ap Gwallog
Ceredig ap Gwallog of Ceretic van Elmet (†616/617) was de laatste koning van het Koninkrijk Elmet. Hij was de zoon van Gwallog ap Llaennog.
Ceretic raakte betrokken bij de troonstrijd in het Koninkrijk Northumbria tussen Æthelfrith en Edwin. Æthelfrith verloor. Ceretic zou betrokken zijn geweest bij de dood van Hereric, de neef van Edwin en de vader van de heilige Hilda van Whitby, gevlucht naar Elmet. In 616/617 werd het Koninkrijk Elmet een deel van het Koninkrijk Northumbria.